# Sant Briç de Tapis
Sant Briç de Tapis, antigament Sant Brici de Tàpies, és una església del municipi de Maçanet de Cabrenys (Alt Empordà) inclosa en l'Inventari del Patrimoni Arquitectònic de Catalunya.

## Descripció
L'església de planta rectangular d'una sola nau té una coberta a dos vessants i aparell de pedra sense treballar a excepció de les cantonades. Un campanar de cadireta de dos arcs de mig punt s'alça damunt el mur de ponent. Per altra banda, l'única porta d'accés es troba en el mur de migdia, és amb llinda i l'element més remarcable el constitueix la ferramenta romànica que decora els batents de fusta.
Tot i que a l'exterior cap element palesa una separació entre la nau i el presbiteri, a l'interior un arc ultrapassat de dovelles estretes i llargues, sostingut per pilastres rectangulars, adossades. Un altre arc de ferradura, en funció d'arc toral, divideix la nau en dues crugies. La forma ultrapassada també fou emprada a la volta que cobreix l'edifici, tota ella coberta de calç igual que la resta de l'interior.

## Història
Un document de l'any 1362 esmenta la parròquia de Sancti Brici de Tapis. A finals del segle XIV figura també en els nomenclàtors de la diòcesi "Ecclesia parrochialis sancti Bricci" de Tapies, i a inicis del segle xv com a "Sancti Bricii de Tapiis". La seva dedicació a Sant Briç resulta indicativa del culte que sant Martí ja rebia durant l'època romànica. Convé tenir en compte que sant Briç fou el bisbe que succeí al sant cavaller francès en la seu de Tours. Les capelles laterals i la sagristia s'afegiren a la construcció entre els segles XVII-XVIII.